# Saint-Gingolph (Alta Savoia)
Saint-Gingolph és un municipi francès situat al departament de l'Alta Savoia i a la regió d'Alvèrnia-Roine-Alps. L'any 2007 tenia 687 habitants.

## Demografia

### Població
El 2007 la població de fet de Saint-Gingolph era de 687 persones. Hi havia 323 famílies de les quals 116 eren unipersonals (62 homes vivint sols i 54 dones vivint soles), 109 parelles sense fills, 69 parelles amb fills i 29 famílies monoparentals amb fills.
La població ha evolucionat segons el següent gràfic:
Habitants censats

### Habitatges
El 2007 hi havia 521 habitatges, 334 eren l'habitatge principal de la família, 143 eren segones residències i 44 estaven desocupats. 194 eren cases i 324 eren apartaments. Dels 334 habitatges principals, 169 estaven ocupats pels seus propietaris, 147 estaven llogats i ocupats pels llogaters i 18 estaven cedits a títol gratuït; 13 tenien una cambra, 43 en tenien dues, 107 en tenien tres, 94 en tenien quatre i 77 en tenien cinc o més. 220 habitatges disposaven pel capbaix d'una plaça de pàrquing. A 171 habitatges hi havia un automòbil i a 116 n'hi havia dos o més.

### Piràmide de població
La piràmide de població per edats i sexe el 2009 era:
| Homes | Edats   | Dones |
| ----- | ------- | ----- |
| 0     | 95 o +  | 4     |
| 0     | 90 a 94 | 4     |
| 12    | 85 a 89 | 16    |
| 12    | 80 a 84 | 16    |
| 4     | 75 a 79 | 20    |
| 8     | 70 a 74 | 12    |
| 20    | 65 a 69 | 4     |
| 16    | 60 a 64 | 8     |
| 36    | 55 a 59 | 16    |
| 12    | 50 a 54 | 12    |
| 24    | 45 a 49 | 16    |
| 16    | 40 a 44 | 8     |
| 16    | 35 a 39 | 32    |
| 20    | 30 a 34 | 28    |
| 12    | 25 a 29 | 12    |
| 4     | 20 a 24 | 4     |
| 8     | 15 a 19 | 16    |
| 16    | 10 a 14 | 24    |
| 4     | 5 a 9   | 20    |
| 24    | 0 a 4   | 20    |

## Economia
El 2007 la població en edat de treballar era de 463 persones, 345 eren actives i 118 eren inactives. De les 345 persones actives 307 estaven ocupades (182 homes i 125 dones) i 38 estaven aturades (12 homes i 26 dones). De les 118 persones inactives 44 estaven jubilades, 31 estaven estudiant i 43 estaven classificades com a «altres inactius».

### Ingressos
El 2009 a Saint-Gingolph hi havia 335 unitats fiscals que integraven 685 persones, la mediana anual d'ingressos fiscals per persona era de 21.210 €.

### Activitats econòmiques
Dels 55 establiments que hi havia el 2007, 1 era d'una empresa extractiva, 3 d'empreses alimentàries, 2 d'empreses de fabricació d'altres productes industrials, 2 d'empreses de construcció, 10 d'empreses de comerç i reparació d'automòbils, 1 d'una empresa de transport, 12 d'empreses d'hostatgeria i restauració, 3 d'empreses financeres, 8 d'empreses immobiliàries, 2 d'empreses de serveis, 7 d'entitats de l'administració pública i 4 d'empreses classificades com a «altres activitats de serveis».
Dels 14 establiments de servei als particulars que hi havia el 2009, 1 era una oficina de correu, 1 una oficina bancària, 1 guixaire pintor, 1 fusteria, 1 perruqueria, 7 restaurants, 1 agència immobiliària i 1 saló de bellesa.
Dels 6 establiments comercials que hi havia el 2009, 1 era una gran superfície de material de bricolatge, 2 fleques, 1 una fleca, 1 una peixateria i 1 una sabateria.

## Equipaments sanitaris i escolars
L'únic equipament sanitari que hi havia el 2009 era una farmàcia.
El 2009 hi havia una escola elemental.

## Poblacions més properes
El següent diagrama mostra les poblacions més properes.